# Curtisia
Curtisia (en anglès coneguda com a Assegai tree o Cape Lancewood) és un gènere de plantes amb flors que adopta la forma d'arbre i és planta nativa d'Àfrica del Sud. Aquest gènere té una sola espècie, Curtisia dentata. El gènere anteriorment s'havia classificat dins la família Cornaceae, però actualment està ubicat dins la seva pròpia família, Curtisiaceae.
Es fa servir com planta ornamental en jardins pel seu fulletge fosc brillant i pels seus fruits blancs. La seva escorça es fa servir en la medicina tradicinal africana. Aquest arbre està legalment protegit a Àfrica del Sud.

## Nom

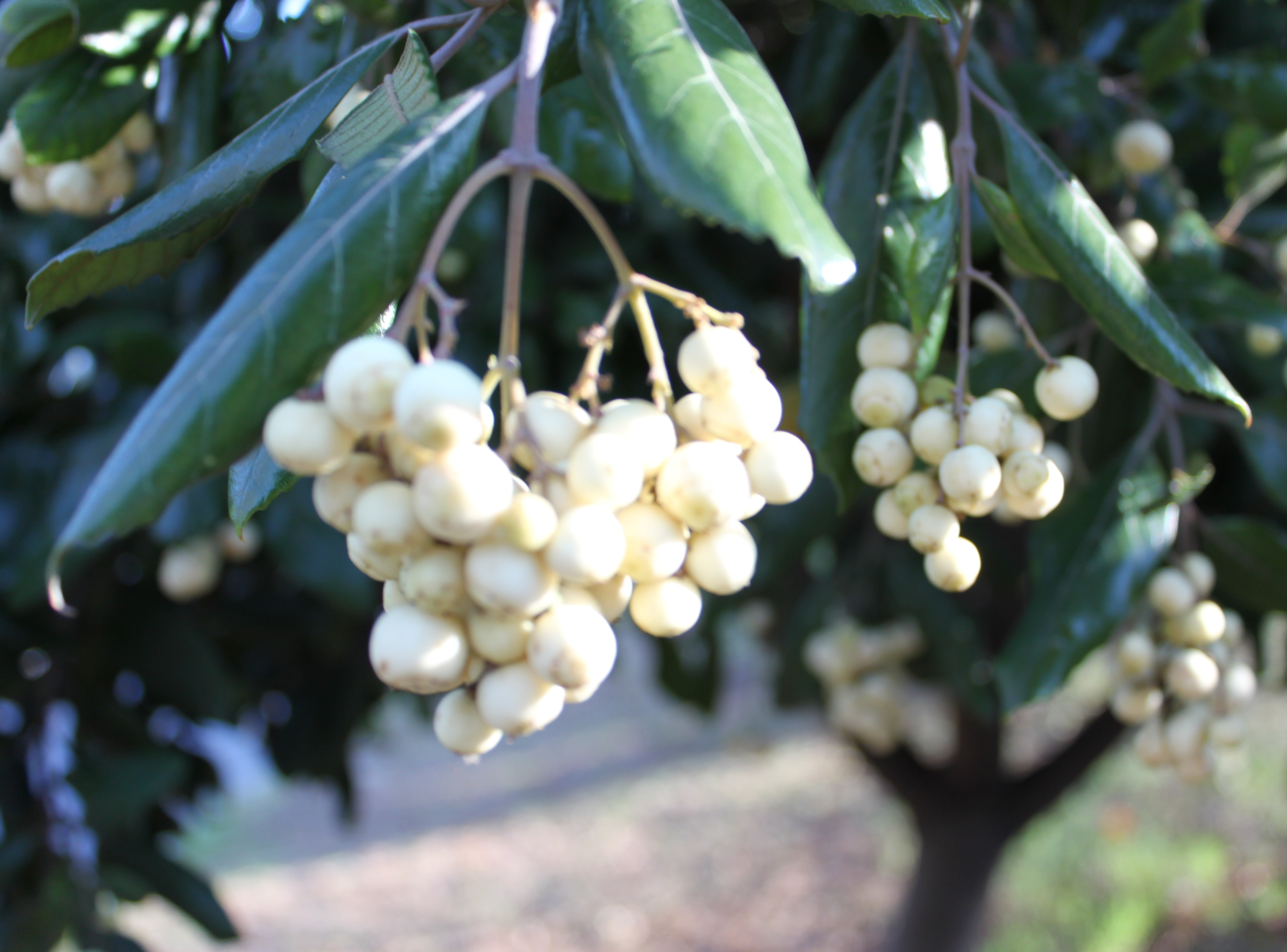
Fruits de Curtisia

Repel nom comú per la llança africana Zulu Assegai la qual tradicionalment es feia de la seva fusta.
El nom del gènere, "Curtisia", prové del botànic William Curtis (fundador de The Botanical Magazine) i "dentata" del llatí dentada pels marges serrats de les seves fulles.

## Característiques
És un arbre de fins a 15 m d'alt. Les fulles estan oposades i acaben en punta. Les flors són poc vistoses i els fruits, comestibles però amargants, són d'un blanc pur i romanen molt de temps a l'arbre i es consideren decoratives.

## Distribució

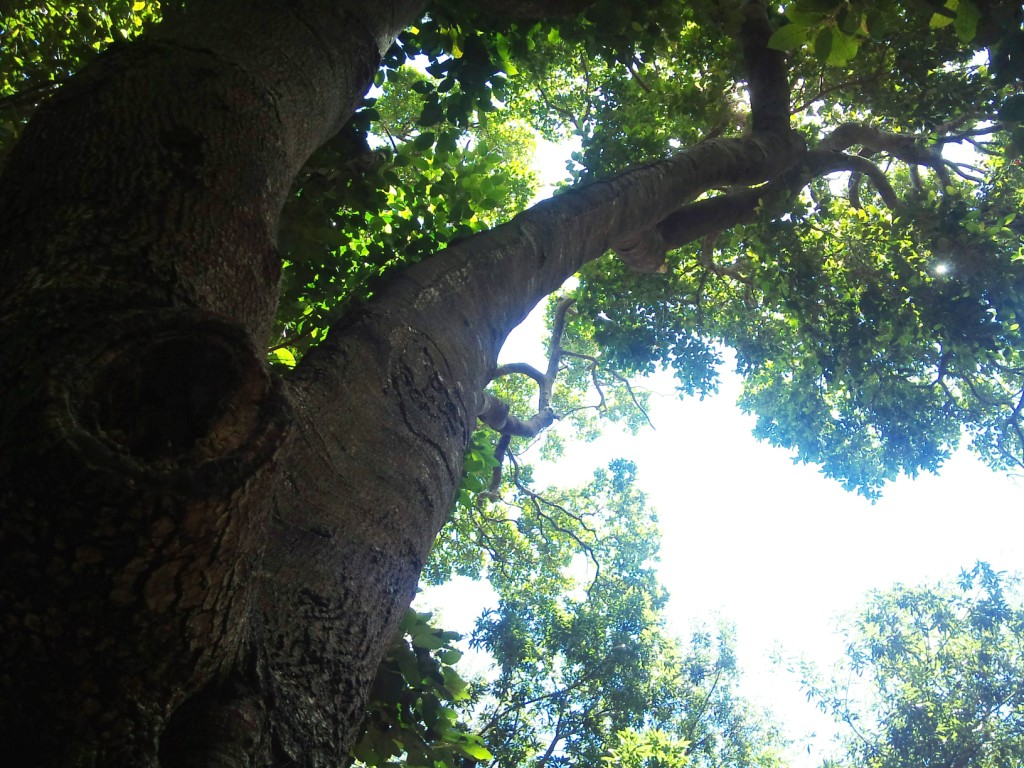
Gran arbre Assegai silvestre

L'arbre Assegai creix en boscos d'Àfrica del Sud i de Eswatini, des del nivell del mar als 1.800 m d'altitud i des de Cape Town al sud a la província de Limpopo al nord. Curtisia està en declivi en algunes zones per la seva valuosa escorça considerada medicinal.

## Imatges

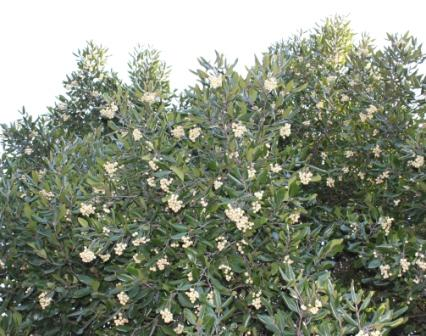
Fruits
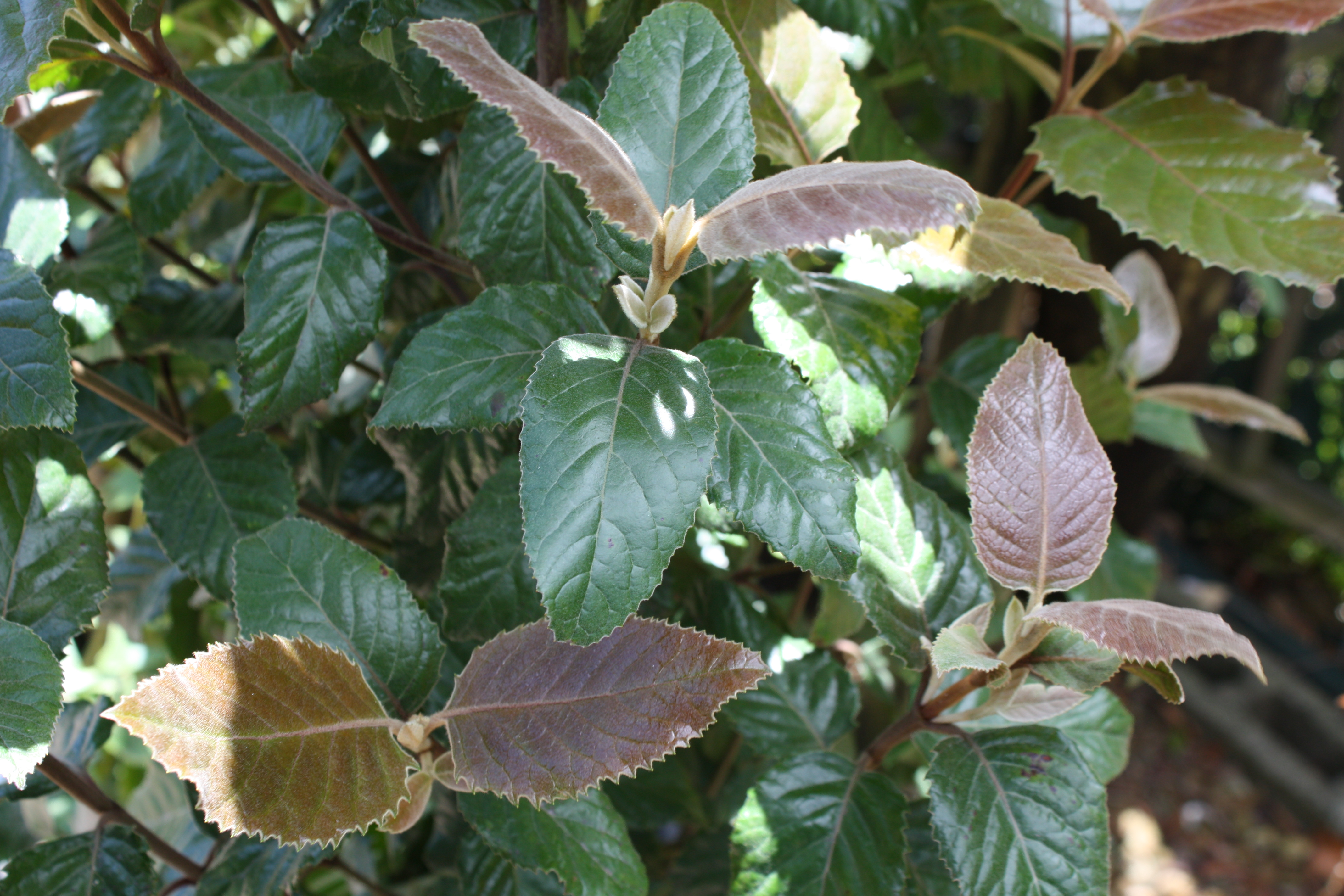
Fulles
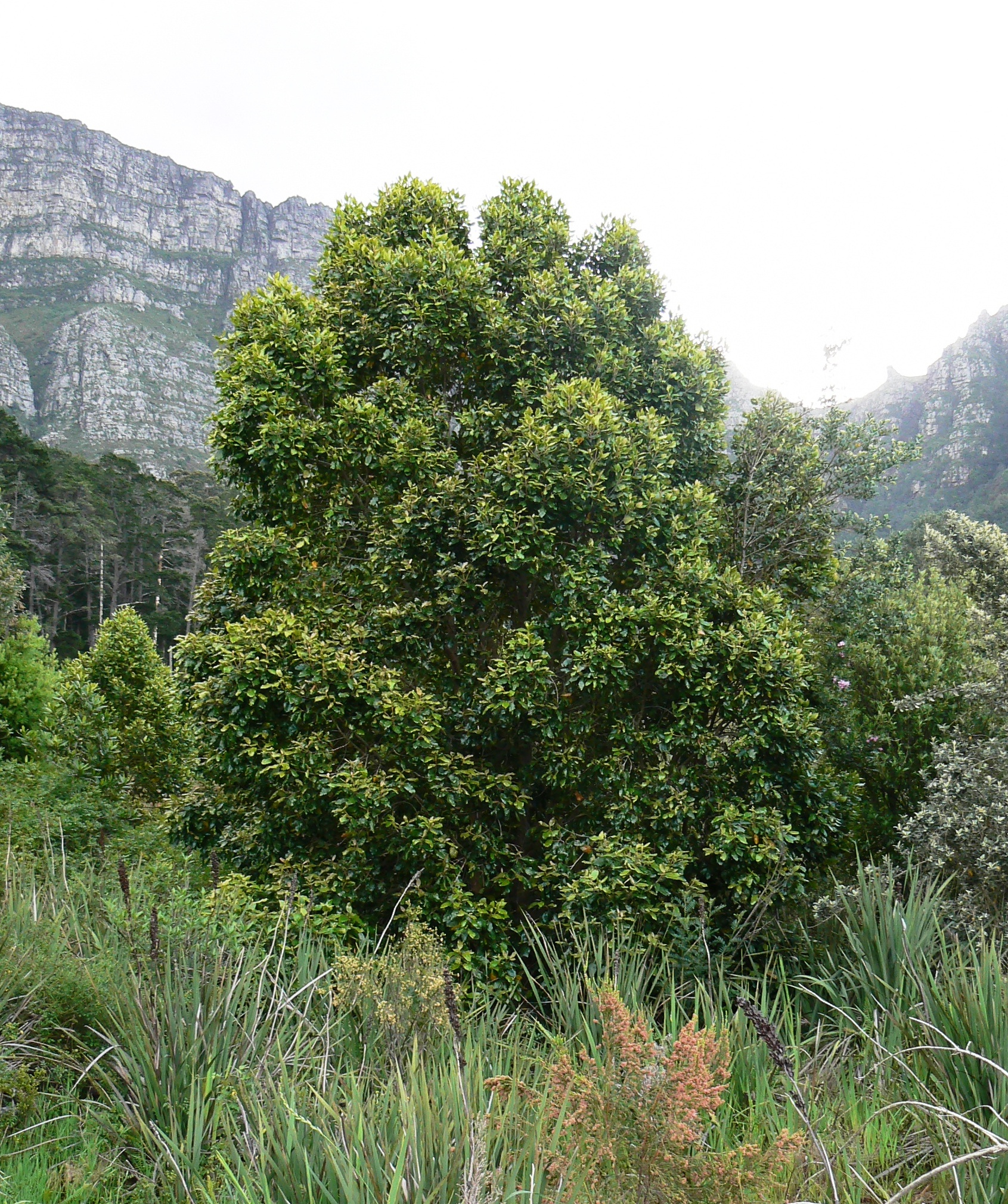
una espècimen de Cape Town
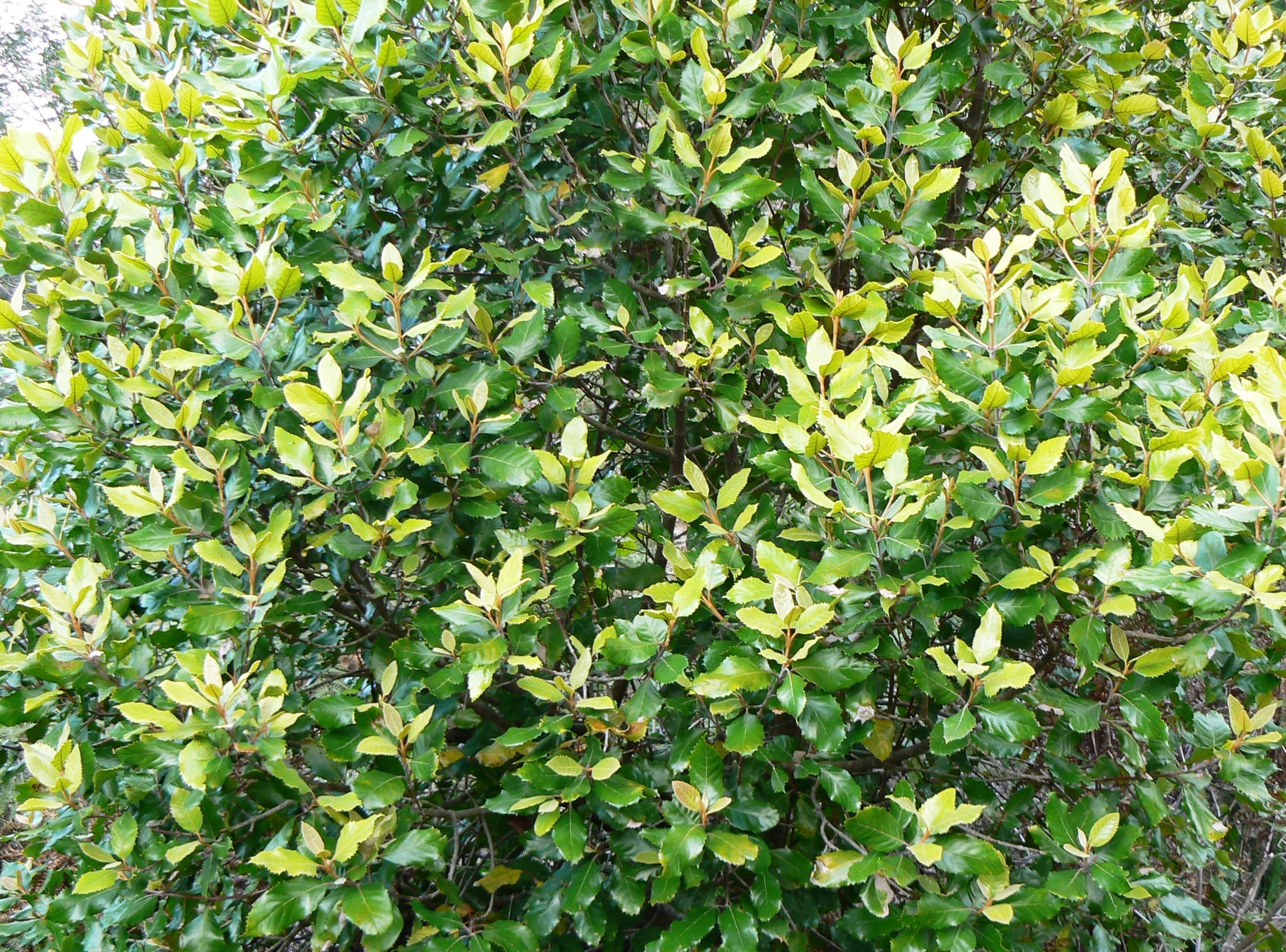
Curtisia dentata fa una bona tanca viva